# باغ بارترام
باغ بارترام (به انگلیسی: Bartram's Garden) یک باغ عمومی به وسعت ۵۰ هکتار و بنای تاریخی ملی در جنوب غربی فیلادلفیا ، پنسیلوانیا است که در سواحل رود اسکوکل واقع شده است.  این باغ در سال ۱۷۲۸ توسط جان بارترام (۱۶۹۹-۱۷۷۷) گیاه‌شناس تأسیس شد و قدیمی‌ترین باغ گیاه‌شناسی است که در آمریکای شمالی باقی‌مانده است.  باغ توسط انجمن غیرانتفاعی جان بارترام با هماهنگی پارک‌ها و تفریحات فیلادلفیا اداره می‌شود. 
باغ بارترام تنها مکان تفریحی است که به رودخانه رود اسکوکل و تالاب‌های آن دسترسی دارد.  مسیرهای آن بخش‌هایی از ساحل شرقی گرینوی را تشکیل می‌دهند.   این باغ به عنوان یک کلاس درس در فضای باز برای یادگیری در مورد گیاهان و تاریخ جنوب غربی فیلادلفیا عمل می‌کند.  کتابخانه مجموعه‌های ویژه جان بومن بارترام شامل مجموعه گسترده‌ای از اسناد و مطالب مربوط به تاریخ باغ، تاریخ فیلادلفیا و توسعه رشته گیاه‌شناسی است. ااین باغ همچنین به عنوان مکانی برای هنر عمل می‌کند. 

## باغ
جان بارترام ، گیاه‌شناس آمریکایی مستعمره‌ای، باغ را در مزرعه خود در کینگسسینگ ، در غرب رودخانه اسکوکل و کیلومترها خارج و جنوب مرزهای فیلادلفیا تأسیس کرد.  او خانه سنگی آن را بین سال‌های ۱۷۲۸ و ۱۷۳۱ ساخت، در حدود سال‌های ۱۷۴۰ آشپزخانه‌ای اضافه کرد و بین سال‌های ۱۷۵۸ تا ۱۷۷۰ نمای حکاکی شده با الهام‌گرفته از پالادیان را نصب کرد. این خانه همچنان پابرجاست، همانطور که باغ اصلی او (حدود ۱۷۲۸) و گلخانه (۱۷۶۰) باقی مانده است.  سه نسل از خانواده بارترام باغ را به عنوان مجموعه برتر گونه های گیاهی آمریکای شمالی در جهان ادامه دادند. آنها آن را در سال ۱۸۵۰ فروختند.
مجموعه فعلی شامل طیف گسترده‌ای از گونه‌های بومی و عجیب و غریب از گیاهان علفی و چوبی است. بیشتر آنها در فهرست گسترده درختان، درختچه‌ها و گیاهان علفی آمریکا در سال ۱۷۸۳ و نسخه‌های بعدی فهرست شده‌اند. 
این باغ شامل سه درخت قابل توجه است:

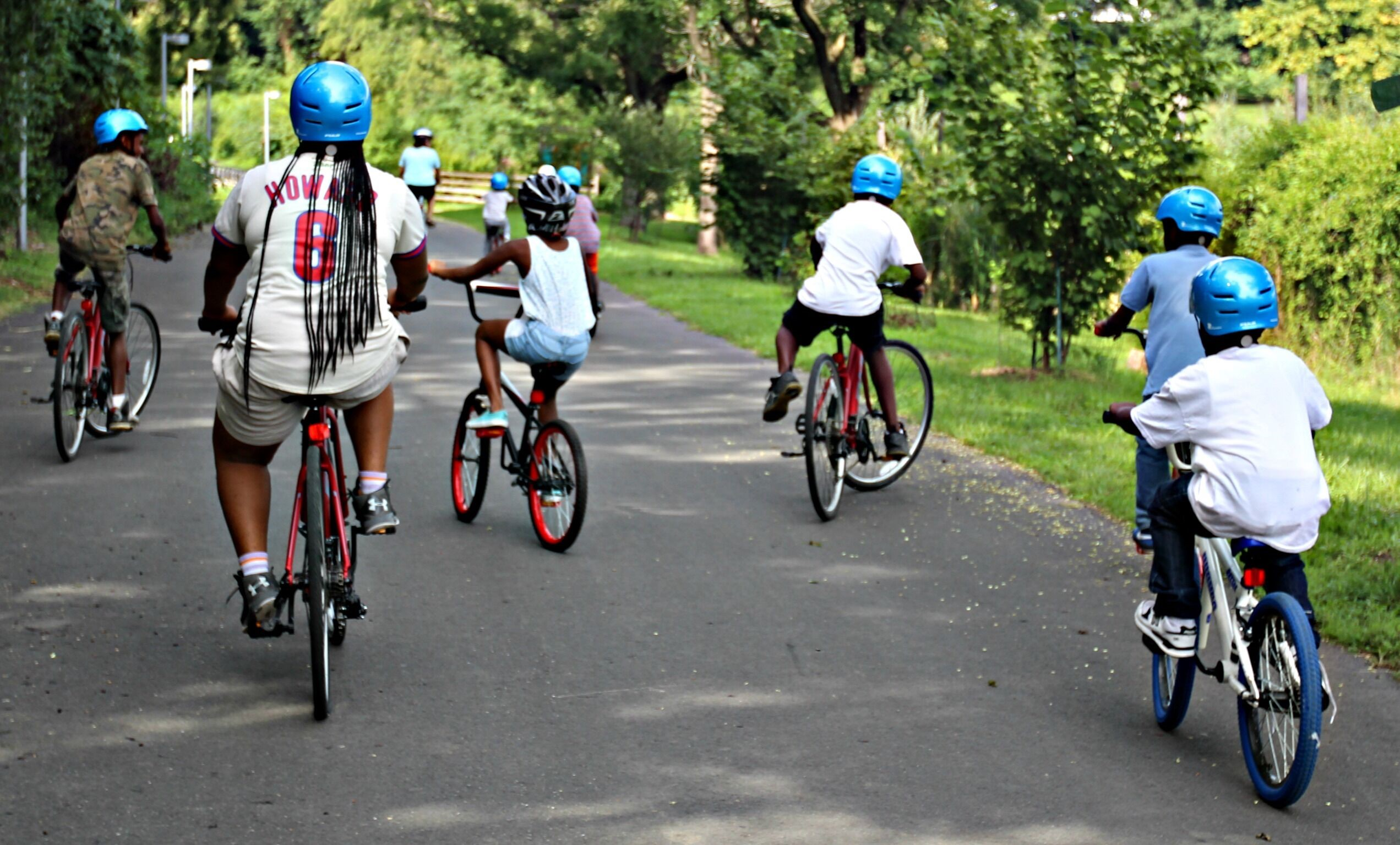
دوچرخه‌سواری در مسیر بارترام در باغ بارترام

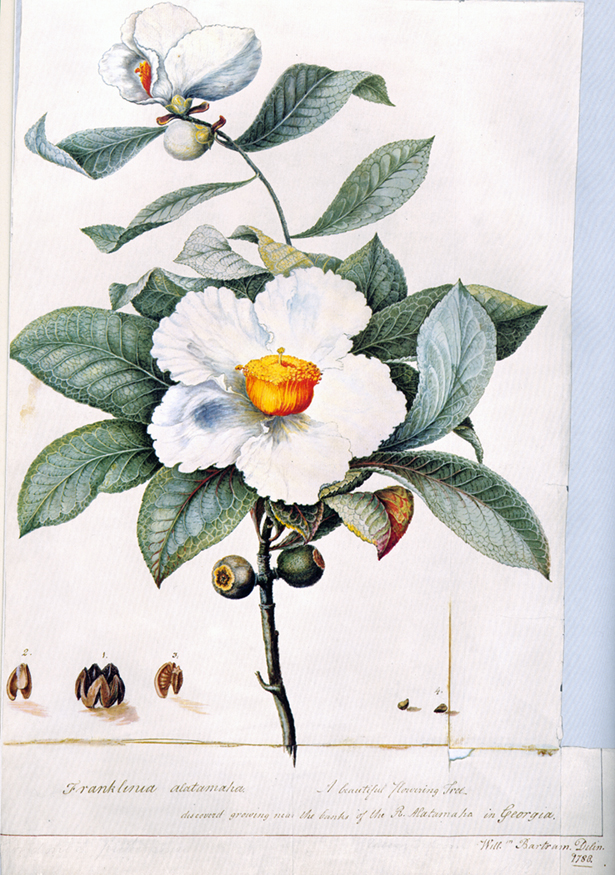
تصویر درخت فرانکلین توسط ویلیام بارترام

- درخت فرانکلین (فرانکلینیا آلاتاماها): ویلیام و جان بارترام جونیور در ۱ اکتبر ۱۷۶۵ هنگام چادرزدن در کنار رودخانه آلتاماها جورجیا با بیشه کوچکی از این درخت روبرو شدند. [۱۳] [۱۴] ویلیام در نهایت بذرها را به باغ آورد و در سال ۱۷۷۷ [۱۵] در آنجا کاشته شد. این گونه که به افتخار دوست جان بارترام، بنجامین فرانکلین نامگذاری شده است، آخرین‌بار در سال ۱۸۰۳ در طبیعت دیده شد. همه فرانکلینیاهایی که امروزه در حال رشد هستند از نسل‌هایی هستند که توسط بارترام‌ها تکثیر و توزیع می‌شوند. به آنها اعتبار داده می‌شود که آن را از انقراض نجات داده اند. [۱۶] تعدادی از فرانکلینیا در باغ بارترام وجود دارد. بزرگترین آنها در باغ گل مشترک در شرق خانه بارترام واقع شده است.
- چوب‌زرد آمریکایی درختی کهن‌سال که احتمالاً توسط کاشف فرانسوی گیاهی آندره میشو در سال ۱۷۹۶ در تنسی جمع‌آوری شد و بعداً برای ویلیام بارترام فرستاده شد. [۸] این نمونه در کنار باغ آشپزخانه در شرق خانه بارترام قرار دارد. یک نمونه بزرگ، هرچند جوانتر، کمی دورتر در شرق وجود دارد. [۱۷]
- جینکو بیلوبا (جینکو): اعتقاد بر این است که این جینکو نر قدیمی‌ترین درخت جینکو در آمریکای شمالی است، به عنوان آخرین درخت از سه جینکوی اصلی که در سال ۱۷۸۵ از چین از طریق لندن به ایالات متحده معرفی شد. [۸] در شرق انبار بارترام واقع شده است.

## تاریخچه منظر

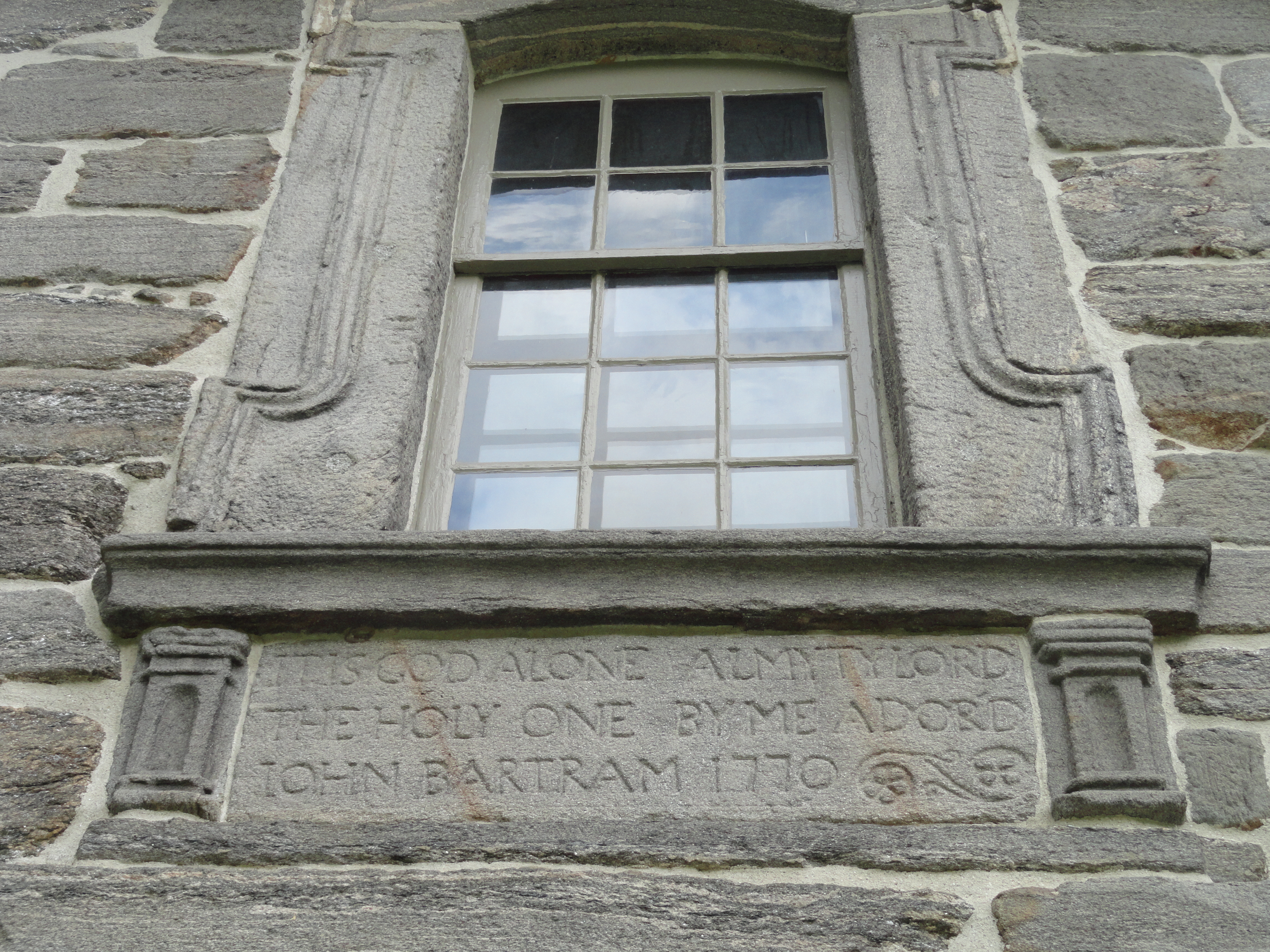
حکاکی روی سنگ توسط جان بارترام به تاریخ ۱۷۷۰ در ضلع شرقی خانه بارترام

باغ بارترام قدیمی‌ترین باغ گیاه شناسی است که در ایالات متحده باقی مانده است.  جان بارترام (۱۷۷۷-۱۶۹۹)، که در آمریکای مستعمره‌ای به عنوان گیاه‌شناس، کاشف و جمع‌آور گیاهان شناخته شده بود، پس از خرید یک ۱۰۲-جریب-فرنگی (۰٫۴۱-کیلومتر-مربع) باغ را در سپتامبر ۱۷۲۸ تأسیس کرد. مزرعه در شهرستان کینگسینگ، شهرستان فیلادلفیا برای استفاده شخصی است.  
او با ارادت مادام‌العمر خود به گیاهان، آن را به عنوان یک مجموعه سیستماتیک توسعه داد. او به طور فزاینده‌ای خود را وقف اکتشاف، کشف نمونه‌های جدید و گونه‌های آمریکای شمالی کرد و دستاوردهای علمی قابل توجهی به دست آورد. جان بارترام مبادلات گسترده‌ای از موادگیاهی و اطلاعات با سایر گیاه‌شناسان انجام داد و تجارت پر رونقی را بر اساس تجارت فراآتلانتیک در گیاهان اداره کرد. در اواسط قرن هجدهم، باغ بارترام دارای «متنوع‌ترین مجموعه گیاهان آمریکای شمالی در جهان» بود. 
پس از انقلاب آمریکا و مرگ جان بارترام در سال ۱۷۷۷ پسران بارترام، ویلیام بارترام (۱۷۳۹-۱۸۲۳) و جان بارترام جونیور (۱۷۴۳-۱۸۱۲) تجارت بین‌المللی خانواده را در زمینه گیاهان ادامه دادند. آنها هم باغ گیاه‌شناسی و هم نهالستان گیاهان را گسترش دادند. ویلیام به یک طبیعت‌شناس، هنرمند و نویسنده محترم تبدیل شد که از باغ برای آموزش نسل بعدی کاشفان و دانشمندان طبیعی استفاده کرد. در حالی که فیلادلفیا به عنوان پایتخت موقت کشور جدید فعالیت می کرد، بازدیدکنندگان برجسته باغ شامل اعضای کنگره قاره‌ای ۱۷۸۴ و رئیس‌جمهور جورج واشنگتن در سال ۱۷۸۷ بودند.   منسه کاتلر، گیاه‌شناس آماتور از ماساچوست، گزارش مفصلی از بازدید خود از باغ در سال ۱۷۸۷ ارائه کرد  کتاب سفر ویلیام بارترام که در سال ۱۷۹۱ منتشر شد، اکتشافات او را در ایالت‌های جنوبی آمریکا ثبت کرد.  و این کتاب به عنوان یک نسخه کلاسیک در طبیعت‌نویسی آمریکایی در نظر گرفته شد، نسخه‌ای به تازگی در سال ۱۹۹۸ منتشر شد 
پس از مرگ جان بارترام جونیور در سال ۱۸۱۲، دخترش آن بارترام کار (۱۷۷۹-۱۸۵۸) به همراه همسرش سرهنگ رابرت کار (۱۷۷۸-۱۸۶۶) و بعدها پسرشان جان بارترام کار (۱۸۰۴-۱۸۳۹) مزرعه و تجارت را به دست گرفتند. آنها تجارت بین‌المللی در گیاهان بومی آمریکای شمالی را ادامه دادند،  تا ۲۰۰۰ گونه از گیاهان را در سراسر جهان حمل کردند.  تقاضای داخلی نیز تحت مدیریت آنها افزایش یافت و آنها یک باغ نمونه اضافی در غرب خانه بارترام برای نمایش گیاهان گلدار جدید و محبوب ایجاد کردند.  آن بارترام کار اولین بارترام بود که باغ را به روی عموم باز کرد و باغی نیم دایره‌ای به مساحت 1 جریب را برای لذت عموم کاشت، واحه ای سرسبز در دنیایی که صنعتی رو به افزایش است. 
در سال ۱۸۵۰، مشکلات مالی باعث شد که خانواده باغ تاریخی را به اندرو ام. ایستویک (۱۸۱۱-۱۸۷۹) به عنوان یک پارک خصوصی برای املاک او فروخت. پس از مرگ ایستویک در سال ۱۸۷۹، گیاه‌شناس توماس میهان (۱۸۲۶-۱۹۰۱) کارزاری را در فیلادلفیا برای حفظ باغ ترتیب داد. چارلز اس. سارجنت از بوستون، ماساچوست، که در درختکاری آرنولد کار می‌کرد، به سازماندهی یک کمپین ملی برای تامین بودجه کمک کرد. شهر فیلادلفیا در سال ۱۸۹۱ کنترل این مکان را به دست گرفت و از آن به عنوان یک پارک شهری محافظت کرد. انجمن جان بارترام به طور رسمی در سال ۱۸۹۳ سازماندهی شد تا بر حفظ و ارائه باغ، خانه و ساختمان‌های بیرونی نظارت کند.  این باغ در سال ۱۹۶۰ به عنوان یک بنای تاریخی ملی تعیین شد 
متأسفانه، در فاصله زمانی بین سال‌های ۱۸۷۹ و ۱۸۹۱، باغ از نظر مراقبت و تعبیر ناتوان ماند. بسیاری از گیاهان دزدیده شدند، مردند یا آسیب دیدند.  با وجود ناپدید شدن تعدادی از عناصر فیزیکی فرعی در چشم انداز، چارچوب مستطیلی که جان بارترام در قرن هجدهم طراحی و ترسیم کرد، هنوز قابل تشخیص است. 
کتابخانه مجموعه‌های ویژه جان بومن بارترام شامل مجموعه گسترده‌ای از اسناد و مطالب مرتبط با تاریخ باغ است. تعداد کمی از نمونه های موجود در مجموعه گیاهان باغ مربوط به سکونت خانواده بارترام است.  با این حال، مستندات مربوط به آنچه زمانی در کشت بود، غنی است. این امر از تلاش‌هایی مانند بازسازی باغ آن بارترام کار، یک باغ نمونه نیمه دایره‌ای قرن نوزدهمی در غرب خانه بارترام حمایت کرده است. این منطقه از باغ ها در سال ۲۰۱۶ بازگشایی شد  
در سال ۲۰۱۱، چهار هکتار در امتداد مرز جنوبی باغ به‌عنوان مزرعه جامعه سانکوفا در باغ بارترام، یک مزرعه کشاورزی متمرکز آفریقایی دیاسپورا، تأسیس شد. 
وجود طولانی مدت باغ بارترام به عنوان یک فضای گیاه شناسی زنده، تمرکز آن بر گیاهان بومی و طنین آن با تاریخ منطقه اطراف، آن را به مکانی بی نظیر برای ارائه و تفسیر مطالعات گیاه شناسی و کشاورزی قرن هجدهم و نوزدهم و توسعه این رشته تبدیل کرده است. گیاه شناسی، تجارت گیاه و بذر در آمریکای شمالی، زندگی جان بارترام و خانواده اش و زندگی خانگی در فیلادلفیا.  

## صخره رمبو

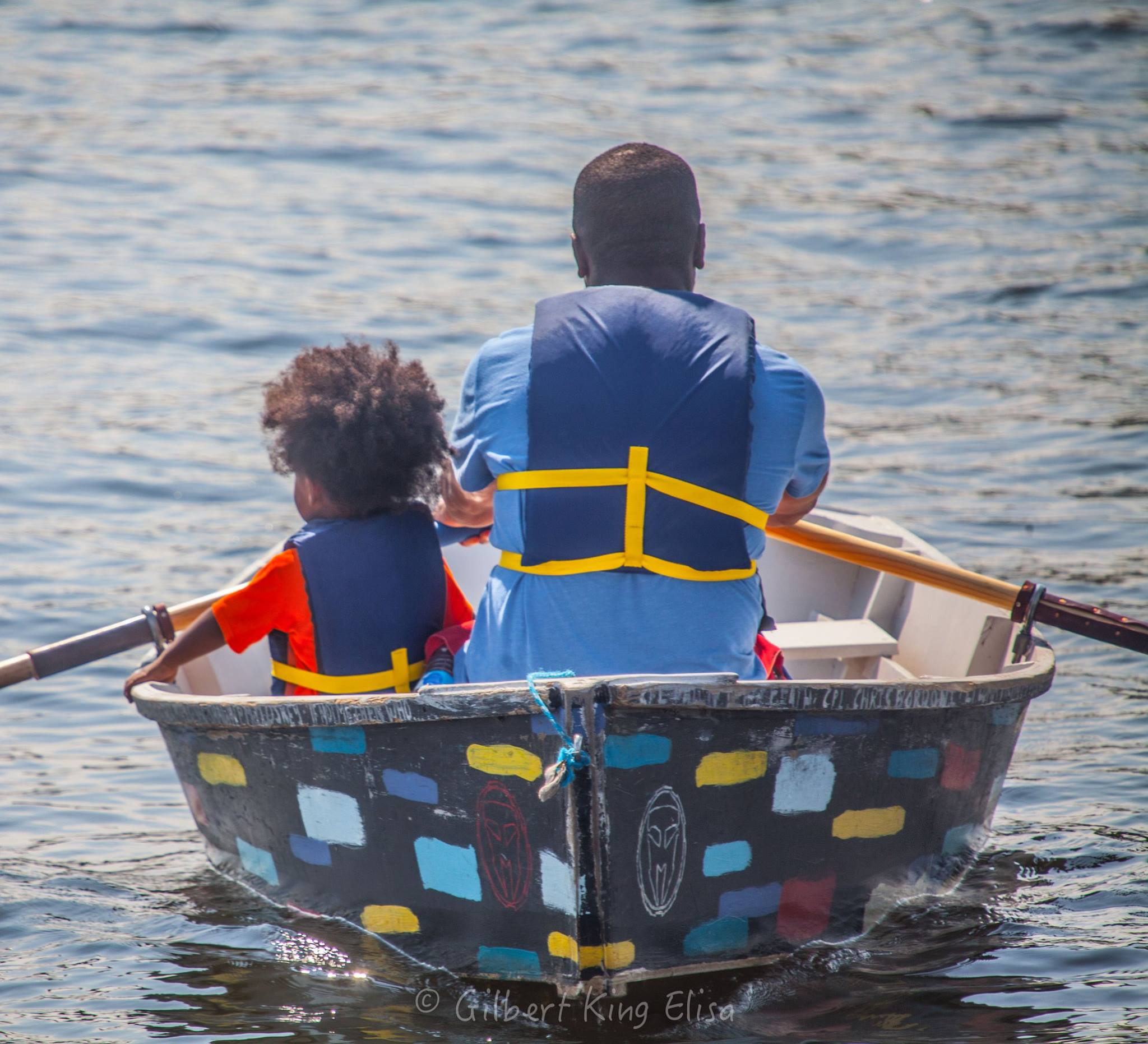
باغ بارترام دارای قایق‌خانه‌ای است که توسط جامعه تامین می‌شود تا از قایق‌سواری رایگان، کایاک سواری، و ماهیگیری در رودخانه Tidal Schuylkill پشتیبانی کند. قایق‌های پارویی توسط دانش‌آموزان مقطع راهنمایی در مدرسه آماده‌سازی ریچارد آلن در همان نزدیکی ساخته می‌شوند.

صخره رمبو یک تخته سنگ بزرگ در لبه شرقی رودخانه شویلکیل، درست روبروی باغ بارترام، درست در جنوب گریس فری  در مزرعه مهاجران سوئدی پیتر و بریتا رمبو بود.  صخره ناپدید شده و اسکله جایگزین آن شده است.۳۹°۵۵′۴۸″شمالی ۷۵°۱۲′۲۹″غربی / ۳۹٫۹۳°شمالی ۷۵٫۲۰۸°غربی

## بازنمایی در فرهنگ عامه
- رمان دایانا گابالدون ، نوشته شده با خون قلب خودم (۲۰۱۴)، فصل ۲۴، باغ را به عنوان صحنه‌ای برای دیدار مجدد دو قهرمان اصلی نمایش می‌دهد. این یکی از سریال‌هایی است که به عنوان رمان‌های اوتلندر شناخته می شود. [۲۹]

## همچنین ببینید
- مسیر رود اسکوکل
- دهکده بارترام
- شرکت بذر دی. لندرت
- فهرست پارک‌های فیلادلفیا
- فهرست آثار تاریخی ملی در فیلادلفیا
- فهرست‌های ثبت ملی مکان‌های تاریخی در جنوب غربی فیلادلفیا

## لینک های خارجی
- وبگاه رسمی
- Finding aid to the John Bartram Association, records relating to its foundation and early organization at the University of Pennsylvania Libraries
- Historic American Landscapes Survey (HALS) No. PA-1, "John Bartram House and Garden", 57 photos, 4 color transparencies, 5 measured drawings, 136 data pages, 7 photo caption pages
- HALS No. PA-1-A, "John Bartram House and Garden, House", 68 photos, 3 color transparencies, 11 measured drawings, 64 data pages, 8 photo caption pages
- HALS No. PA-1-B, "John Bartram House and Garden, Greenhouse", 22 photos, 1 measured drawing, 17 data pages, 4 photo caption pages